# Макмун, Косме
Косме Макман (22 февраля 1901 — 22 августа 1980), известный под именем Косме Макмун — американский пианист и композитор, наиболее известен как аккомпаниатор певицы Флоренс Фостер Дженкинс.

## Жизнь и карьера
Косме Макман родился в 1901 году в Мапими, Мексика, в семье Марии (Валадес) и Косме Макманнов. Его дедушка и бабушка по отцовской линии были ирландцами, а мать мексиканского происхождения. Он переехал со своей семьей в Сан-Антонио, штат Техас, около 1911 года. Около 1920 года он переехал в Нью-Йорк, чтобы продолжить своё музыкальное образование, и, вероятно, в этот период изменил написание своего имени на Макмун. В конце 1920-х годов он познакомился с оперной певицей-любительницей Флоренс Фостер Дженкинс, которая наняла его своим репетитором и аккомпаниатором.
После смерти своей покровительницы в 1944 году Макмун заинтересовался бодибилдингом и судил соревнования по этому виду спорта. Он также был мастером по шахматам и увлекался математикой. Макмун проживал в Нью-Йорке незадолго до своей смерти в августе 1980 года. У него был диагностирован рак поджелудочной железы, после чего он вернулся в Сан-Антонио, где и умер через два дня после прибытия. Его останки были кремированы, его прах покоится в Сансет Мемориал Парк в Сан-Антонио. Макмун никогда не был женат и не имел детей. Согласно ряду свидетельств, он был гомосексуалом.

## Наследие
Роль Макмуна сыграл Дональд Коррен в пьесе «Сувенир», о карьере Фостер Дженкинс, которая была поставлена на Бродвее в 2004 году и с тех пор идёт во многих региональных театрах.
В кинофильме 2016 года «Флоренс Фостер Дженкинс» Макмуна воплотил актёр Саймон Хелберг, получив за эту работу номинацию на «Золотой глобус».